# Trust (musikgrupp)
Trust var ett franskt heavy metal-band där bland annat nuvarande Iron Maiden-trummisen Nicko McBrain har varit med och släppt två album.

## Medlemmar
Senaste medlemmar
- Norbert "Nono" Krief – gitarr (1977–1984, 1988, 1996–2000, 2006–2011, 2016)
- Bernard "Bernie" Bonvoisin – sång (1977–1984, 1988, 1996–2000, 2006–2011, 2016)
- David Jacob – basgitarr (1996-2000, 2016)
- Ismaila "Iso" Diop – basgitarr (2006–2011), gitarr (2016), sampling (2006)
- Christian Dupuy – trummor (2016)

Tidigare medlemmar
- Raymond "Ray" Manna – basgitarr (1977–1979)
- Jean Émile "Jeannot" Hanela – trummor (1977, 1978, 1979–1980)
- Omar Benelmabrouk – trummor (1977, 1979; död 2012)
- Kamel Bouares – trummor (1977)
- Mohamed "Moho" Schemleck – gitarr (1977, 1980, 1982, 1983–1984)
- Sherwin Rosman – trummor (1978)
- Yves "Vivi" Brusco – gitarr (1980–1984, 1988, 2006–2011)
- Kevin Morris – trummor (1980)
- Nicko McBrain – trummor (1980, 1981–1982)
- Thibault Abrial – gitarr (1980, 1983)
- Éric Levy – gitarr (1982)
- Thierry Dutru – trummor (1983)
- Clive Burr – trummor (1983; död 2013)
- Benjamin Raffaelli – gitarr (1983)
- Farid Medjane – trummor (1984, 1988, 2006–2011)
- Frédéric "Fred" Guillemet – basgitarr (1988–1989)
- David Jacob – basgitarr (1996–2000)
- Hervé Koster – trummor (1996–2000)
- Nirox John – trummor (1996)
- Deck (Bruno Le Goff) – DJ (2008–2011)

## Diskografi urval
Studioalbum (franska versioner)
- 1979 : Trust
- 1980 : Répression
- 1981 : Marche ou crève
- 1983 : Trust IV
- 1984 : Rock'n'Roll
- 1988 : En attendant
- 1996 : Europe et haines
- 2000 : Ni Dieu ni maître
- 2008 : 13 à table
- 2018 : Dans le même sang
- 2019 : Fils de lutte

Studioalbum (engelska versioner)
- 1980 : Repression (engelsk version av Répression)
- 1982 : Savage (engelsk version av Marche ou crève)
- 1984 : Man's trap (engelsk version av Trust IV)

Samlingsalbum
- 1992 : Prends pas ton flingue
- 1993 : The Backsides
- 1997 : Anti best of
- 1997 : Gold
- 2008 : Trust: Le Best Of